# 피부 편평세포암
피부 편평세포암(Cutaneous squamous-cell carcinoma, cSCC)은 피부암의 세 가지 주요 유형 중 하나인 기저 세포 암종 및 흑색종과 함께 발생한다. 이 암은 일반적으로 비늘 모양의 상층이 있는 딱딱한 덩어리로 나타나지만 대신 궤양을 형성할 수 있다. 발병은 종종 수개월에 걸쳐 발생한다. 피부 편평 세포 암종은 기저 세포 암보다 먼 지역으로 퍼질 가능성이 더 크다. 피부의 가장 바깥쪽 층에 국한된 피부 편평세포암의 전침습성 또는 제자리(in situ) 형태는 보웬병(Bowen's disease)으로 알려져 있다.
피부 편평세포암의 가장 중요한 위험 요소는 평생 동안 태양의 자외선에 노출되는 것이다. 다른 위험에는 이전 흉터, 만성 상처, 광선 각화증, 쉽게 햇볕에 타는 창백한 피부, 보웬병, 비소 노출, 방사선 요법, 담배 흡연, 면역 체계 기능 저하, 이전 기저 세포 암종 및 HPV 감염이 포함된다. UV 방사선으로 인한 위험은 어릴 때의 노출보다는 전체 노출과 관련이 있다. 일광욕 침대는 또 다른 빈번한 자외선 방사원이 되었다. 색소성 건피증 및 특정 형태의 수포성 표피박리증과 같은 특정 유전성 피부 질환에서도 위험이 증가한다. 피부 편평세포암은 피부의 상층에서 발견되는 편평 세포에서 시작된다. 진단은 종종 피부 검사를 기반으로 하며 조직 생검으로 확인된다.
생체내 및 시험관내 연구는 섬유모세포 성장 인자 수용체(FGFR) 면역글로빈 패밀리의 서브세트인 FGFR2의 상향조절이 피부 편평세포암 세포의 진행에서 중요한 역할을 한다는 것을 보여주었다. TPL2 유전자의 돌연변이는 원발성 및 전이성 피부 편평세포암 세포주 모두에서 mTORC1 및 AKT 경로를 활성화시키는 FGFR2의 과발현을 유발한다. "범 FGFR 억제제"라는 화학 물질을 사용하여 피부 편평세포암에서 세포 이동 및 세포 증식이 시험관 내에서 약화되었다.
자외선 노출을 피하고 자외선 차단제를 사용하는 것이 피부 편평 세포 암종을 예방하는 효과적인 방법으로 보인다. 치료는 일반적으로 외과적 제거로 이루어진다. 이것은 암이 작은 경우 간단한 절제로 가능하다. 그렇지 않으면 모스 수술(Mohs surgery)이 일반적으로 권장된다. 다른 옵션으로는 감기 및 방사선 요법 적용이 포함될 수 있다. 먼 부위로의 전이가 발생한 경우 화학 요법 또는 생물학적 요법을 사용할 수 있다.
2015년 기준으로 전 세계적으로 약 220만 명이 항시 피부 편평세포암을 가지고 있다. 모든 피부암 사례의 약 20%는 피부 편평세포암으로 구성된다. 미국에서 남성의 약 12%와 여성의 7%가 특정 시점에 피부 편평세포암을 발전시킨다. 일반적으로 예후는 좋지만 원격 확산이 발생하면 5년 생존율은 ~34%이다. 2015년 피부 편평세포암으로 인해 전 세계적으로 약 52,000명이 사망했다. 진단 시 평균 연령은 약 66세이다. 피부 편평세포암을 한 차례 치료하더라도 추가적으로 재발할 위험이 크다.